# Kungssolfågel
Kungssolfågel (Cinnyris regius) är en fågel i familjen solfåglar inom ordningen tättingar.

## Utseende och läte
Kungssolfågeln är en medelstor solfågel med mycket färgglad dräkt hos hanen i grönt, rött och gult, medan honan är färglöst brunaktig. Hanen är distinkt genom sin gula undersida. Honan är mycket lik andra solfågelhonor, men är ljusare och mer gulaktig. Jämfört med ljungsolfågeln saknar den ett tydligt ljust ögonbrynsstreck. Sången består av en snabb ramsa, medan de vanligaste lätena är hårda "seet".

## Utbredning och systematik
Kungssolfågel delas upp i två underarter med följande utbredning:
- C. r. regius – Albertine Rift (östra Demokratiska republiken Kongo och sydvästra Uganda till Burundi) samt Maharebergen
- C. r. anderseni – västra Tanzania (Kungwe-Mahale Highlands)

## Status och hot
Arten har ett stort utbredningsområde, men tros minska i antal, dock inte tillräckligt kraftigt för att den ska betraktas som hotad. Internationella naturvårdsunionen IUCN listar arten som livskraftig (LC).